# Barbrodria miersii
Barbrodria miersii là một loài phong lan trong chi Barbrodria thuộc Họ Lan. Trước đây được xếp trong chi Barbosella, nó đã được tách khỏi chi. Chúng được biết đến từ những bang của São Paulo, Paraná và Rio Grande do Sul.